# منطقة فورت
مِنْطَقَة فُورَّت (بالأَلمانِيَّة: Landkreis Fürth) هي دائِرَة أَلمانِيَّة تَّابعة لمُحافظة فرانكُونيا الوُسطَى في وِلاَية باڤارِيا في جُمهُوريَّة أَلمَانيَا الاِتّحاديّة تضُمّ مِنطقَة فُورَّت أَربعة مُدُن، وأَربعة أَسواق، وسِتّ بلدات بمِساحة تُقَدَّر بحَوالَي 308 كم².

## معرض الصور

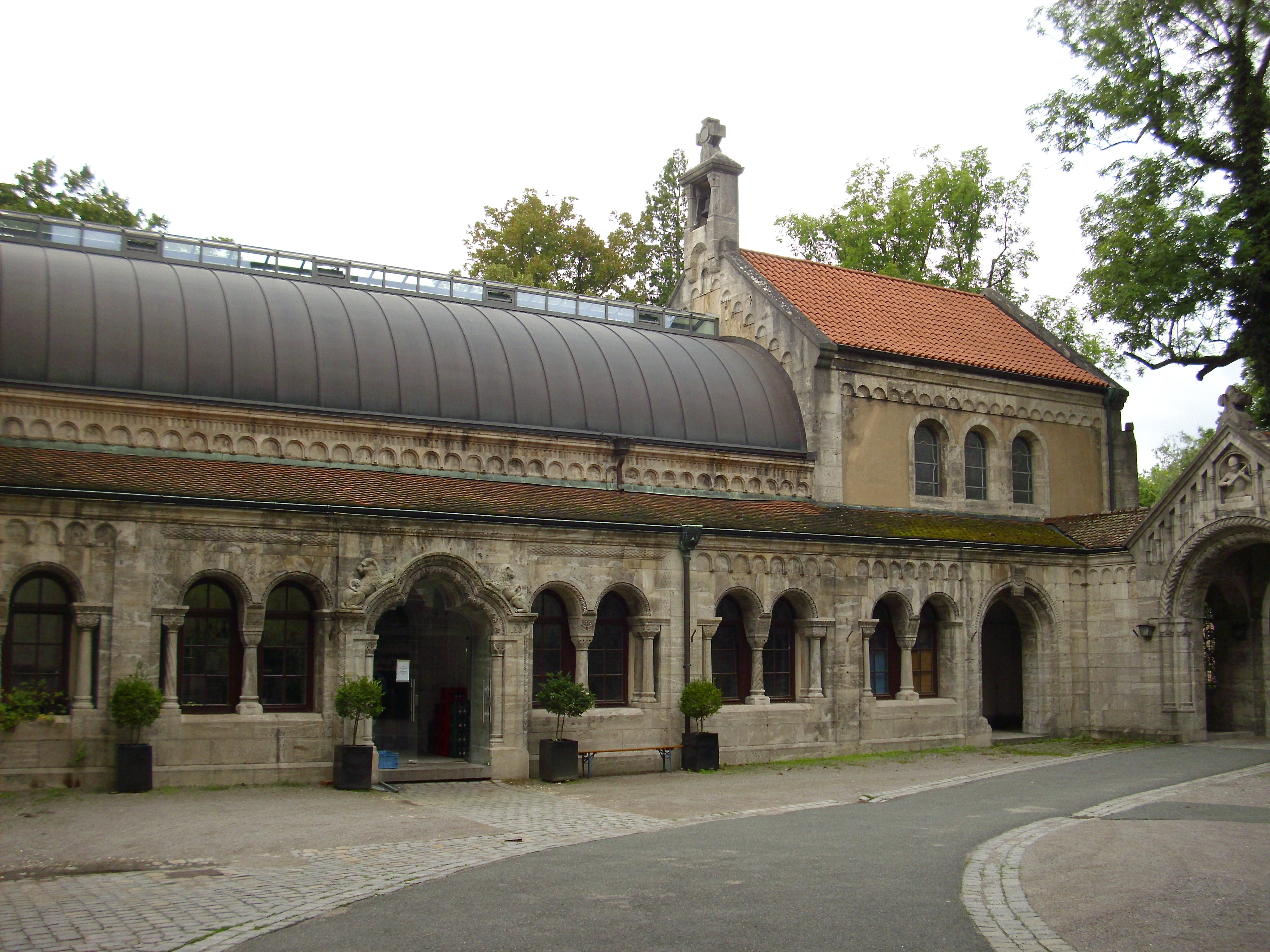
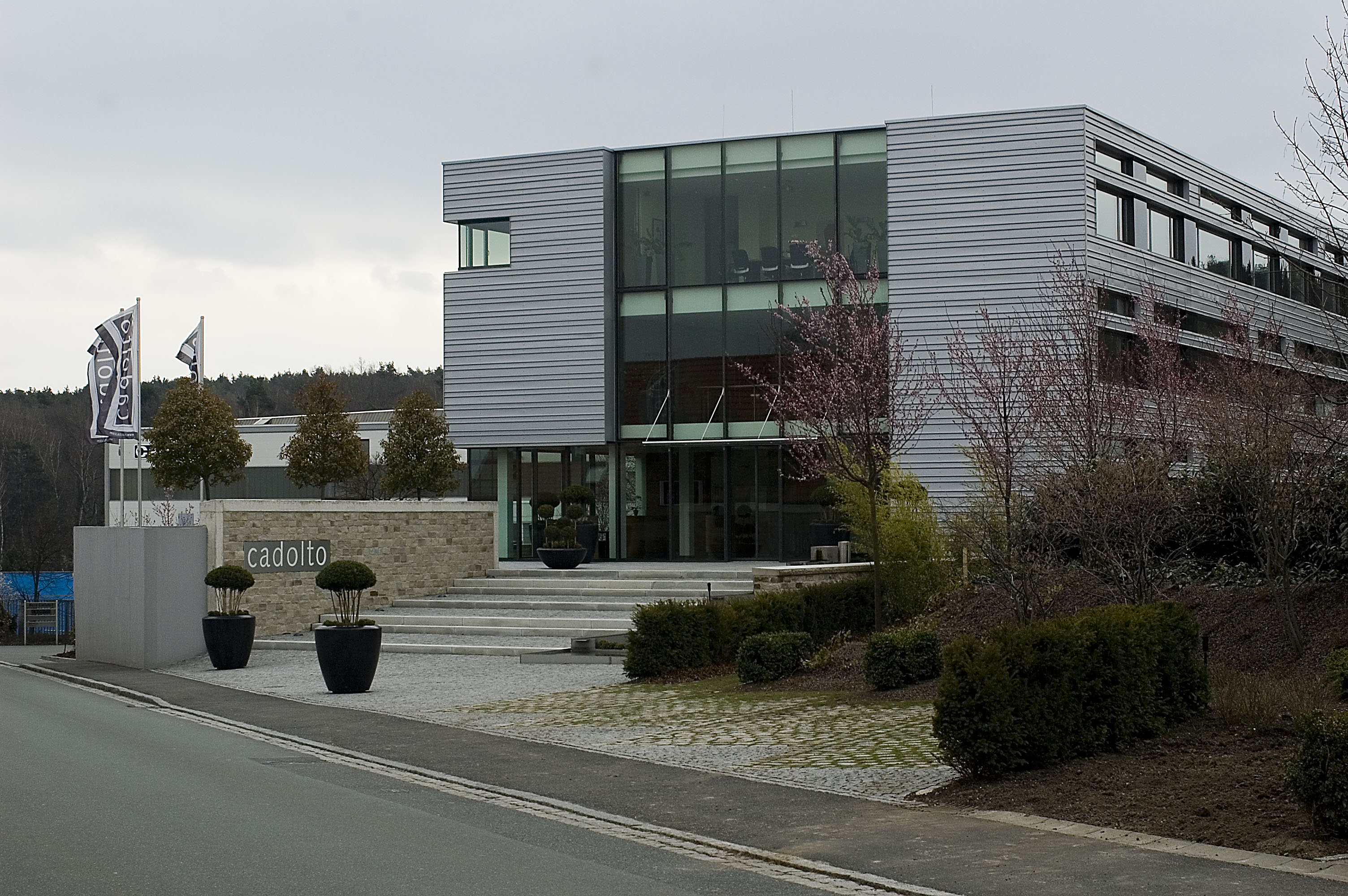
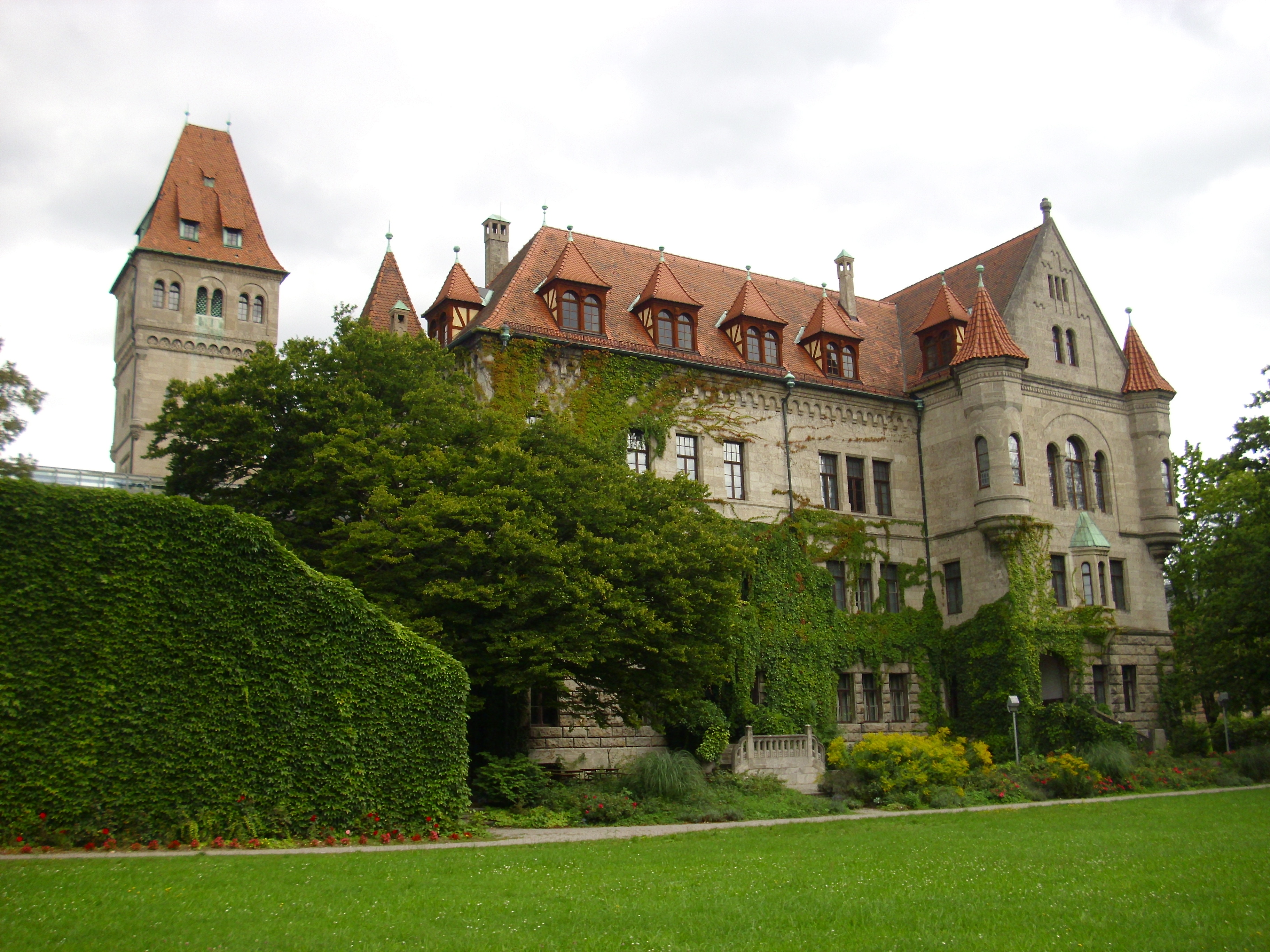
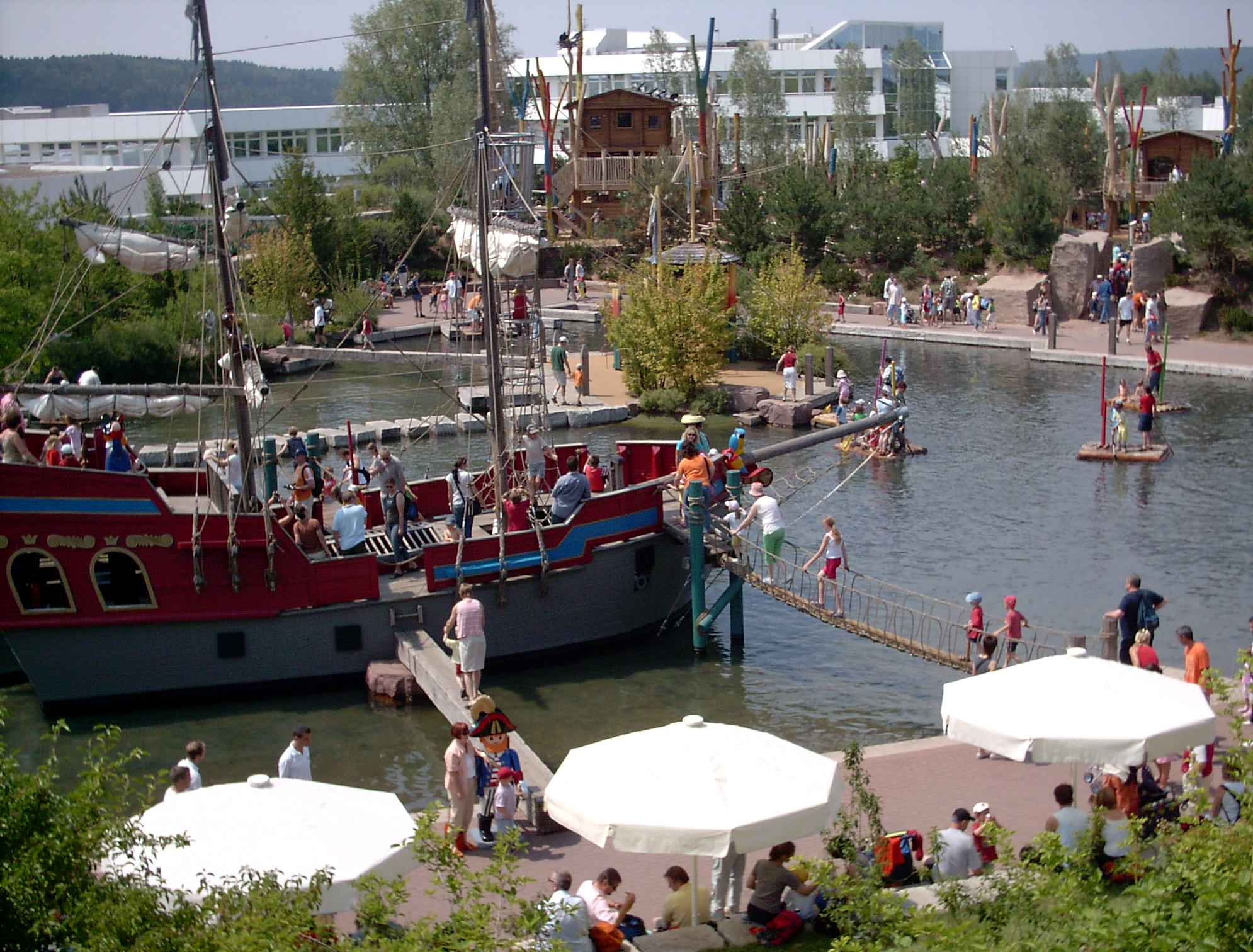

## التّقسِيمات الإِدارِيّة
تضُمّ مِنطقَة فُورَّت أَربعة مُدُن، وأَربعة أَسواق، وسِتّ بلدات بمِساحة تُقَدَّر بحَوالَي 308 كم². وهي كالتَّالي:

### المُدن
| اِسم المدِينة     | ٱلِٱسم بالأَلمانِيَّة            | عَدد السُكَّان | المِساحَة (كم²) |
| --------------- | --------------------------- | ---------- | ------------- |
| مدِينة لَانْغيِنْزِيِن | Stadt Langenzenn            | 10٬511     | 47            |
| مدِينة أُوبِرأَسبَآَخْ | Stadt Oberasbach            | 17٬553     | 12            |
| مدِينة شتَآيْن     | (Stadt Stein (Mittelfranken | 13٬828     | 19            |
| مدِينة زِيٌّرِندُورف  | Stadt Zirndorf              | 25٬515     | 29            |

### الأَسوَاق
| اِسم السُّوق        | ٱلِٱسم بالأَلمانِيَّة   | عَدد السُكَّان | المِساحَة (كم²) |
| ---------------- | ------------------ | ---------- | ------------- |
| سُوق أَمِيرِندُورف    | Markt Ammerndorf   | 2٬057      | 5             |
| سُوق كَادَأُوْلِزبُورَغٌ  | Markt Cadolzburg   | 10٬976     | 45            |
| سُوق غُوستَآل       | Markt Roßtal       | 9٬668      | 44            |
| سُوق ڤِيلهيرمِسدُورف | Markt Wilhermsdorf | 5٬177      | 27            |

### البلدَات
| اِسم البلدَة          | ٱلِٱسم بالأَلمانِيَّة        | عَدد السُكَّان | المِساحَة (كم²) |
| ------------------- | ----------------------- | ---------- | ------------- |
| بَلْدَة غرُوسهابيرسدُورف | Gemeinde Großhabersdorf | 4٬132      | 35            |
| بَلْدَة أُوبِرمِيشِيلبَآَخْ   | Gemeinde Obermichelbach | 3٬252      | 9             |
| بَلْدَة بُوشِيّندُورف      | Gemeinde Puschendorf    | 2٬224      | 3             |
| بَلْدَة سِيُوكِيندُورف     | Gemeinde Seukendorf     | 3٬144      | 8             |
| بَلْدَة تُوخِنْبَآَخْ        | Gemeinde Tuchenbach     | 1٬332      | 7             |
| بَلْدَة ڤَآيْتسبرُون      | Gemeinde Veitsbronn     | 6٬602      | 17            |

## مَراجع
1. 1 2 3  GeoNames (بالإنجليزية), 2005, QID:Q830106
2. ↑   https://www.statistikdaten.bayern.de/genesis/online/data?operation=abruftabelleAbrufen&selectionname=12411-001. {{استشهاد ويب}}: |url= بحاجة لعنوان (مساعدة) والوسيط |title= غير موجود أو فارغ (من ويكي بيانات) (مساعدة)
3. ↑  GeoNames (بالإنجليزية), 2005, QID:Q830106

## وصلات خارجية
- الصّفحة الرّسميّة لمِنطَقَة فُورَّت (بالألمانية)